# Haptoglossa mirabilis
Espèce
Haptoglossa mirabilis est une espèce d'oomycètes. Elle parasite Adineta sp., des rotifères, notamment dans le sol de l'Ontario.